# Woord op woord
Woord Op Woord is een woordspel dat van oorsprong uit Zweden komt (Ord på ord). Het spel is in de volgende talen vertaald: Fins (Sana Sanalta), Engels (Word on Word), Spaans (Palabra Por Palabra) en Nederlands (Woord Op Woord). Het spel is bedacht en ontworpen door Fred Håkanson, Ord & Musikproduktion in Zweden en als online versie geproduceerd door Redikod AB.

## Bedoeling
De bedoeling van het spel is zo veel mogelijk woorden te maken met de letters die je ter beschikking krijgt in het speelbord en in de letterbalk boven het speelbord. Het speelbord bestaat uit 7 rijen (horizontaal) en 7 kolommen (verticaal), totaal 49 vakjes. Wanneer het spel begint krijg je 5 letters in het speelbord die je, alvorens verder te spelen, eerst op een door jou gewenste plaats legt. Dit doe je door de letter met de muis naar de gewenste plaats te trekken. Hierna kun je het spel verder spelen door op de knop ‘spelen’ te drukken. Je krijgt dan speelletters die vanuit de bovenbalk naar de gewenste plaats op het speelbord vallen door het aanklikken van de door jou gewenste kolom – de letter valt daar dan in. Je kunt steeds een klein stukje vooruit denken omdat je steeds 2 zichtbare letters in die balk ziet: de speelletter en de eerstvolgende speelletter.
Je kunt nu woorden maken. Een woord bestaat uit minimaal 2 letters en elke letter kan maar één keer horizontaal en één keer verticaal gebruikt worden. Hoe langer het woord, hoe meer punten je verzamelt.
Vervoegingen van werkwoorden, eigennamen, verkleinwoorden en afkortingen worden niet goedgekeurd (behoudens de gebruikelijke afkortingen).
Na het spelen van het spel heb je de mogelijkheid om een woordenboekverklaring van de door jou gemaakte woorden te lezen door het betreffende woord aan te klikken, de verklaring verschijnt dan in de bovenbalk.

## Prijzen
Het computerspel WOW (Woord Op Woord) heeft diverse 5 sterrenonderscheidingen ontvangen en het spel werd in 2004 uitgeroepen als “Beste Educatieve Spel van het Jaar” door de Shareware Industry Awards Foundation.